# Île de Mai
Île de Mai är en ö i Kanada.   Den ligger i floden Rivière des Mille Îles i provinsen Québec, i den sydöstra delen av landet, 150 km öster om huvudstaden Ottawa.
Runt Île de Mai är det i huvudsak tätbebyggt. Runt Île de Mai är det mycket tätbefolkat, med 1 463 invånare per kvadratkilometer.